# Opius paranivens
Opius paranivens är en stekelart som beskrevs av Fischer 1990. Opius paranivens ingår i släktet Opius och familjen bracksteklar. Inga underarter finns listade i Catalogue of Life.